# Lista personajelor din Anatomia lui Grey
Anatomia lui Grey (în original Grey's Anatomy) este o serie americană de dramă medicală creata de Shonda Rhimes, având premiera pe data de 27 martie 2005 pe American Broadcasting Company (ABC). Serialul a fost emis în număr de 11 sezoane, fiind axat pe viata ficțională ale stagiarilor, îndrumătorilor și rezidenților care evoluează ca și medici, în timp ce încearcă să își mențină viețile personale și relațiile în echilibru. 

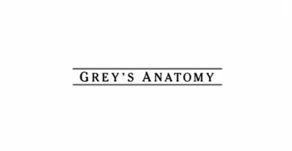
Titlul din generic

Serialul se focusează pe un grup de stagiari la chirurgie, rezidenți, și numeroși doctori, prezenți atât în viețile lor profesionale, cât și în cele personale. Neținând cont de rasă, distribuția este diversă și foarte "colorată". Cei 5 protagoniști sunt introduși în primul sezon: Meredith Grey (Ellen Pompeo), Alex Karev (Justin Chambers), George O'Malley (T.R. Knight), Isobel "Izzie" Stevens (Katherine Heigl) și Cristina Yang (Sandra Oh). Ei devin rezidenți după primul an în programul chirurgical. Sunt inițial conduși de Miranda Bailey (Chandra Wilson), un rezident superior care devine Șefa Rezidențiatului și apoi un chirurg generalist. Programul este condus de Richard Webber, Șeful Secției de Chirurgie (James Pickens, Jr.) care o cunoaște pe Meredith de 20 de ani, când a avut o aventură cu mama ei. Neurochirurgul Derek Shepherd (Patrick Dempsey) este nou-venit din New York la Seattle Grace Hospital, iar relația sa cu Meredith este povestea centrală a serialului. Chirurgul cardiotoracic Preston Burke începe o relație cu Cristina.
În al doilea sezon chirurgul neonatal Dr. Addison Forbes Montgomery-Shepherd (Kate Walsh), chirurgul plastician Dr. Mark Sloan (Eric Dane) și chirurgul ortoped Calliope "Callie" Torres (Sara Ramirez). Addison este soția lui Derek care ajunge în Seattle căutând să repare relație lor. Sloan este fostul cel mai bun prieten al lui Derek, care a distrus căsnicia sa cu Addison culcându-se cu ea. Torres este introdusă în serial ca un interes amoros al lui George O'Malley, cu care se căsătorește în sezonul al treilea. Addisonn pleacă din Seattle la sfârșitul sezonului trei, cum Kate Walsh a renunțat la serial pentru serialul "Private Practice: Clinica". Sezonul trei o introduce pe Lexie Grey (Chyler Leigh), sora vitregă a lui Meredith, care își începe stagiatura la Seattla Grace după moartea mamei sale. Ultimul episod din sezonul trei este ultimul episod în care Isaiah Washington apare în Anatomia lui Grey, după ce o părăsește pe Cristina în fața altarului.
Sezonul al patrulea introduce chirurgul cardiotoracic Erica Hahn (Brooke Smith) care ajunge să fie iubita lui Callie. În timpul celui de-al cincilea sezon, Hahn renunță la serial. Două personaje noi își fac apariția: chirurgul de traume Owen Hunt (Kevin McKidd) și chirurgul pediatru Arizona Robbins (Jessica Capshaw). Hunt a intrat într-o relație cu Cristina, în timp ce Robbins a devenit un interes amoros al lui Calle. Sezonul cinci o introduce și pe Dr. Harris (Melissa George) care a fost cea mai bună prietenă a lui Meredith cu ani în urmă. Harris urma să devină un personaj principal, însă contractul nu i-a fost actualizat pentru sezonul șase.
O'Malley moare în primul episod al sezonului șase și Stevens renunță la munca ei în SGH din cauza despărțirii de Alex Karev. Chirurgul cardiotoracic Theodora "Teddy" Altman (Kim Raver) apare în serial ca noul chirurg cardiotoracic, o femeie din trecutul lui Owen. Numeroase personaje secundare, repetitive, sunt introduse când Seattle Grace Hospital se unește cu spitalul Mercy West din cauza problemelor financiare. Rezidenții Reed Adamson (Nora Zehetner), Jackson Avery (Jesse Williams), April Kepner (Sarah Drew) și Charles Percy (Robert Baker) sunt transferați la Seattle Grace. Anestezistul Ben Warren (Jason George) este introdus ca un interes amoros pentru Bailey, care trece printr-un divorț. Finalul sezonul șase marchează morțile lui Percy și a lui Adamson. Rhimes a anunțat că nu vor fi adaosuri la distribuția principală în viitorul apropiat.